# Vila do Porto
Vila do Porto es una ciudad en la isla de Santa María en las Azores, cuya población es de 5578 habitantes (2001). En sus cercanías se encuentra el aeropuerto de Santa María.

## Geografía
Las 5 parroquias de Vila do Porto incluyen:
| Parroquia      | Población | Área               | Densidad  | Altitud | Localización                          |
| -------------- | --------- | ------------------ | --------- | ------- | ------------------------------------- |
| Almagreira     | 537       | 10.58 km²/1 058 ha | 50.8/km²  | 109 m   | 36.9667 (36°58') N 25.11667 (25°7') W |
| Santa Bárbara  | 480       | 15.42 km²/1 542 ha | 31.3/km²  | -       | 36 N 25 W                             |
| Santo Espírito | 723       | 26.65 km²/2 665 ha | 27.1/km²  | 80 m    | 36.95 (36°57') N 25.05 (25°3') W      |
| São Pedro      | 841       | 18.49 km²/1 849 ha | 45.5/km²  | 23 m    | 36 N 25 W                             |
| Vila do Porto  | 2 997     | 26.04 km²/2 604 ha | 115.1/km² | 0 m     | 36.933 (37°56') N 25.15 (25°9') W     |

### Estabelecimentos
| Estabelecimente       | Latitud          | Longitud            | Altitud |
| --------------------- | ---------------- | ------------------- | ------- |
| Almagrinha            | 36,95 (36°57') N | 25,0667 (25°4') W   | 273 m   |
| Feteiras de São Pedro | 37 (37°) N       | 25,11667 (25°10') W | 149 m   |
| Feteirinha            | 36,95 (36°57') N | 25,05 (25°3') W     | 0 m     |
| Norte                 | 37 (37°) N       | 25,0833 (25°5') E   | 0 m     |